# Finlands Ekonomer
Finlands Ekonomer (före detta Finlands Ekonomförbund SEFE) (finska Suomen Ekonomit) är en intresseorganisation för dem som avlagt en universitetsexamen inom ekonomi och för ekonomistuderande. Finlands Ekonomer vill påverka utbildningspolitiken, arbetsmarknaden, skattepolitiken, socialpolitiken och finanspolitiken. Finlands Ekonomer erbjuder sina medlemmar arbetsrelaterad service, rådgivning och information. Förbundet har över 50 000 medlemmar som i sin tur hör till 25 ekonomföreningar och 13 sammanslutningar för studerande. Finlands Ekonomer är Akavas fjärde största medlemsorganisation. Utöver ekonommedlemmarna hör även ekonomistuderandena via sina egna sammanslutningar till Finlands Ekonomer.

## Historia
Finlands Ekonomernas föregångare är Ekonomföreningen Niord som grundades för Svenska handelshögskolans alumner 1924. Dess efterföljare Ekonomiyhdistys ry grundades 1935 och har idag namnet Helsingin Ekonomit ry. Under årens lopp grundades ekonomföreningar i andra städer och år 1951 uppstod Ekonomförbundet som en sammanhållande länk bestående av 10 föreningar. År 1973 anslöt sig de svenskspråkiga föreningarna i Finlands Svenska Ekonomförbund rf till Ekonomförbundet. Ekonomistuderandena anslöt sig 1991. Till en början var förbundets huvudsakliga uppgift att förmedla arbetsplatser till nyutexaminerade ekonomer. Viktigt i verksamheten var även ett professionellt och ekonominriktat umgänge samt föreläsningar och företagsbesök. Senare kom kompletterande utbildningsverksamhet, undersökningar gällande ekonomernas sysselsättning och löner samt juridisk rådgivning med i bilden. Sommaren 2014 bytte förbundet sitt namn till Finlands Ekonomer.

## Intressebevakning
Finlands Ekonomers intressebevakningsmål i samhället och på arbetsmarknaden är att komma överens om de viktigaste tjänstevillkoren genom kollektivavtal, se till att ekonomernas löneutveckling och förmågan att orka i arbetet är god, främja jämställdheten i arbetslivet och öka medlemmarnas arbetsmarknadskännedom. Man sköter intressebevakningen både självständigt och tillsammans med Akava och genom förhandlingsorganisationerna. Finlands Ekonomer håller även kontakt med centrala samhälleliga beslutsfattare som till exempel politikerna. Intressebevakningen av Tjänste- och kollektivavtal inom den privata sektorn sker genom De högre tjänstemännen YTN och inom den offentliga sektorn genom Julkisalan koulutettujen neuvottelujärjestö JUKO.
Finlands Ekonomer påverkar utbildningspolitiken i samarbete med både universitet och medlems- och studerandeföreningar samt med arbetsmarknadsorganisationer och politiska partier.  Målet är att upprätthålla statusen på ekonomexamen och nyutexaminerades kompetens.

## Organisation
Medlemssamfunden som representerar Finlands Ekonomernas medlemmar utnämner förbundsmötesrepresentanterna. Högsta beslutanderätten innehas av förbundsmötet som sammanträder minst två gånger per år. Styrelse består av 9-12 medlemmar ansvarar för verksamhetens planering och uppföljning samt för viktiga beslut som fattas. Styrelsens mandatperiod är två år. Studerandenas styrelserepresentant byts årligen. Timo Saranpää fungerar som styrelsens ordförande 2012. Verksamhetsledare är Hanna-Leena Hemming och intressebevakningsdirektör Lotta Savinko.

## Priser
Finlands Ekonomer delar ut årligen undervisningspriset och vart annat år litteraturpriset. Syftet med undervisningspris är att stöda utvecklingen av undervisningen i ekonomi. De delar även ut litteraturpriset för bästa finländska företagsbok.